# The Aeronauts (film)
The Aeronauts er en biografisk eventyrfilm fra 2019 instrueret af Tom Harper og skrevet af Jack Thorne, fra en historie skrevet i fællesskab af Thorne og Harper.
Filmen portrætterer videnskabsmanden James Glaishers bestræbelser på at undersøge meteorologiske fænomener.
Filmen er baseret på bogen Falling Upwards fra 2013: How We Took to the Air af Richard Holmes. Produceret af Todd Lieberman, David Hoberman og Harper, har filmen Eddie Redmayne, Felicity Jones, Himesh Patel og Tom Courtenay i hovedrollerne.
Filmen havde verdenspremiere på Telluride Film Festival den 30. august 2019, efterfulgt af en visning på Toronto International Film Festival 2019 . Den blev udgivet i Storbritannien den 4. november 2019 og i USA den 6. december 2019. Filmen fik positive anmeldelser fra kritikere, med ros for de visuelle effekter og de to hovedroller.

## Handling
Filmen begynder i London i 1862, hvor piloten Amelia Wren og videnskabsmanden James Glaisher ankommer til opsendelsen af den største ballon, der nogensinde er bygget. På trods af at hun er hjemsøgt af tragedien om sin afdøde mand Pierre, holder Amelia stand, og ballonen starter med succes til en jublende folkemængde. I et flashback dukker James op for Royal Society og forklarer sin teori om, at vejret kan forudsiges, men hans videnskabskolleger håner ham og nægter at finansiere hans studier.
På ballonen begynder James og Amelia at stige gennem skylaget. De løber hurtigt ind i en voldsom storm, som får ballonen til at snurre. I et flashback bliver Amelia overtalt af sin søster Antonia til at deltage i en fest. Der bliver Amelia kontaktet af James, og han spørger, om hun ville være villig til at være pilot for hans ballon i en privat finansieret ekspedition, mens han forsøger at bevise sine teorier, hvilket hun accepterer.
Selvom James får en hovedskade under den kraftige termik, mens han bliver kastet rundt, klarer han og Amelia stormen og fortsætter med at rejse sig. James frigiver den første af fem duer med beskeder, der angiver den aktuelle højde sammen med andre videnskabelige aflæsninger, hvis de ikke overlever. De opdager en luftstrøm, som er hjemsted for en gruppe sommerfugle, hvilket bekræfter en teori fra James' ven John Trew om, at insekter kan rejse på luftstrømme. Til sidst når ballonen over syv kilometers højde, og slår rekorden for den højeste højde. Amelia er chokeret over at høre, at James ikke medbragte noget tøj, der passer til den hurtigt faldende temperatur, og beslutter sig for at begynde at stige ned. James nægter, og de to skændes. Amelia indvilliger i at blive ved med at lade ballonen stige, men gør det klart for James, at de snart må begynde at stige ned.
I et tilbageblik tager James' ven, John Trew, hen til Amelia og fortæller hende, at hun har en forpligtelse til at fremme videnskabens sag. Amelia går derefter til Pierres grav for at reflektere. Da det begynder at sne (hvilket John fortalte hende, James havde forudsagt), beslutter hun sig for alligevel at deltage i projektet. I ballonen begynder James at opleve hypoxi fra højden, men insisterer på, at de fortsætter og forsøger at forhindre Amelia i at komme ned. Han giver kun efter, da Amelia fortæller ham historien om, hvordan Pierre ofrede sig selv for at redde hende under en ballonflyvning. Amelia opdager, at gasudløsningsventilen på toppen af ballonen er frosset. Da James blir bevidstløs, har hun intet andet valg end at kravle op på ydersiden af ballonen og åbne ventilen fra toppen. Med forfrysninger på hænderne kæmper hun for at kile sin støvle ind i ventilen, hvilket forårsager en langsom frigivelse af gassen. Amelia mister bevidstheden og vælter ud over siden, men bliver reddet af sin rebbinding.
Da hun vågner, formår Amelia at svinge tilbage til ballonen og vække James. Mens de fortsætter med at falde ned, begynder sneen at svæve omkring dem, hvilket indikerer, at ballonen kollapser på grund af tabet af for meget gas. Det lykkes dem at lukke gasudløsningen og smide alt, hvad de kan ud over siden, inklusive alt James' udstyr. Da dette ikke virker til at være tilstrækkeligt, kravler de ind i rammen og frigør kurven. Da James indser, at Amelia er klar til at ofre sig selv for at redde ham, er James i stand til at omdanne resten af ballonen til en faldskærm, hvilket bremser deres nedstigning. De styrter ned gennem træer og rammer jorden hårdt, mens Amelia bliver slæbt med bag ballonen. Hun vågner og kalder på James, som vakler mod hende. Begge er sårede, men euforiske over, at det lykkedes dem at overleve, og sætte en ny menneskelig flyvehøjderekord på 37.000 feet (11,3 km) . James' fund beviser eksistensen af lag i atmosfæren, hvilket baner vejen for de første vejrudsigter, og han og Amelia bygger en ny ballon, så de kan fortsætte at forske sammen.

## Medvirkende
| Skuespiller    | Rolle          |
| -------------- | -------------- |
| Eddie Redmayne | James Glaisher |
| Felicity Jones | Amelia Wren    |
|                |                |

## Produktion
I december 2016 købte Amazon Studios filmrettighederne til Jack Thornes manuskript. I midten af 2018 blev Felicity Jones og Eddie Redmayne bekræftet til at medvirke i filmen. De blev genforenet efter The Theory of Everything (2014), instrueret af James Marsh, da deres tidligere arbejde og venskab fra det virkelige liv ville hjælpe dem i dette nye samarbejde.
Hovedfotografering begyndte i begyndelsen af august 2018 i West London Film Studios, hvor George Steel tjente som filmfotograf. Optagelsessteder i England omfattede Royal Naval College, Greenwich, Regent's Park, London, Claydon House, Buckinghamshire, Bodleian Library i Oxford, Wrotham Park, London og The Historic Dockyard Chatham Ropery i Kent.
Nøglehandlingssekvenser i The Aeronauts er designet til IMAX og har et udvidet billedformat til både IMAX og udvalgte Premium Large Format-biografer.

## Historisk nøjagtighed
Filmen er baseret på en blanding af flyvningerne beskrevet i Richard Holmes ' bog fra 2013 Falling Upwards: How We Took to the Air (ISBN 978-0-00-738692-5 ). Den mest betydningsfulde ballonflyvning afbildet i The Aeronauts er baseret på flyvningen den 5. september 1862 af britiske aeronauter James Glaisher og Henry Coxwell, hvis kulgasfyldte ballon slog verdens flyvehøjderekord og nåede 30.000 til 36.000 ft (9.000 til 11.000 m). Men mens Glaisher optræder i filmen, er Coxwell blevet erstattet af Amelia, en fiktiv karakter.
En rapport i The Daily Telegraph citerer Keith Moore, leder af biblioteket i Royal Society, for at sige: "Det er en stor skam, at Henry [Coxwell] ikke bliver portrætteret, fordi han præsterede meget godt og reddede livet på en førende videnskabsmand". Moore kritiserede derefter filmens fiktive kvindelige hovedperson og sagde: "Der var så mange fortjente kvindelige videnskabsmænd fra den periode, som ikke har fået lavet film om dem. Hvorfor ikke gøre det i stedet?"  I et interview med The List forklarede Harper, at selvom filmen var inspireret af en række historiske flyvninger, var hensigten aldrig at lave en dokumentar, og han ønskede, at filmen skulle afspejle et nutidigt publikum. Han kommenterede også en kønsbias i videnskaben og udtalte: "Der var kvindelige videnskabsmænd rundt omkring på det tidspunkt, men ikke i Royal Society... indtil i dag er kun otte procent af Royal Society kvinder." 
Andre kritikere af filmen har rost Amelia som en vigtig kvindelig karakter. Sasha Stone fra Awards Daily skrev, at The Aeronauts "inspirerer unge piger og skubber til unge drenges perspektiver... (afslører), at kvinder kan være lige så begejstrede for at tage en helts rejse, som enhver mand kan." 
Ud over Coxwell inkluderer virkelige personer, der komponerer Amelias karakter:
- Sophie Blanchard, den første kvinde, der arbejdede som professionel ballonfarer, som blev en berømt aeronaut efter sin mands død. Felicity Jones har udtalt, at Blanchard var inspirationen til hendes karakter.
- Margaret Graham, en britisk aeronaut og entertainer.

Amelias forhold til ægtemanden Pierre er hovedsageligt baseret på Sophie Blanchards flyvninger med ægtemanden Jean-Pierre Blanchard, mens Pierres død er inspireret af Thomas Harris den 25. maj 1824.

## Udgivelse
Filmen havde verdenspremiere på Telluride Film Festival den 30. august 2019. Den blev også vist på Toronto International Film Festival 2019 den 8. september 2019. Entertainment One gav filmen en fuld biografpremiere i Storbritannien den 4. november, inklusive visninger i 4DX og IMAX. Amazon Studios udgav filmen i USA den 6. december til en begrænset biografserie, før den debuterede på Amazon Prime Video uden for Storbritannien den 20. december 2019. Filmen blev udgivet i Kina den 13. november 2020.
I oktober 2019 blev det annonceret, at The Aeronauts ville vises på IMAX TCL Chinese Theatre som en del af AFI Fest .

### Streaming
Selvom Amazon ikke offentliggør nøjagtige streamingtal, sagde Jennifer Salke, chef for Amazon Studios i et interview med Deadline Hollywood, at fra januar 2020 var The Aeronauts den mest sete film nogensinde på Amazon Prime.

## Reception

### Box office
Aeronauts har tjent anslået $340.000 i Nordamerika og $3,5 millioner i andre territorier, til en verdensomspændende total på $3,8 millioner, mod et produktionsbudget på $40 millioner.
Som med sin anden udgivelse The Report, udgav Amazon ikke offentligt billetkontorresultater for filmen. Ud af de 186 lokationer, der viste den i åbningsweekenden (6. december 2019), rapporterede 48 en samlet brutto på omkring $30.000. IndieWire anslår, at filmen tjente i alt 185.000 dollars i åbningsweekenden, et gennemsnit på 1.000 dollars pr. spillested. Det tjente derefter anslået $100.000 fra 85 biografer i sin anden weekend, før dets streaming-debut den 20. december på Amazon Prime.

### Kritisk respons
På Rotten Tomatoes har filmen en vurdering på 71% baseret på 189 anmeldelser, med en gennemsnitlig vurdering på 6.5/10 . Sammenfattende udtales der om filmen, "Spændende visuals og den betydelige kemi i dets velmatchede leads gør The Aeronauts til et eventyr, der er værd at tage."  På Metacritic har filmen en vægtet gennemsnitsscore på 60 ud af 100, baseret på anmeldelser fra 37 kritikere, hvilket indikerer "blandede eller gennemsnitlige anmeldelser." 
Todd McCarthy fra The Hollywood Reporter skrev: " The Aeronauts opnår imponerende højder som en afstivning og sympatisk beretning om to tidlige og meget forskellige flyvere, der sammen nåede bogstaveligt talt nye højder i et farligt felt af bestræbelser." Fionnuala Halligan fra Screen International skrev om hovedrolleindehavernes kemi og det store håndværk, der udstilles i filmen: "Med den bredeste bredskærm, den mest svimlende udsigt, tager denne luftballon til himlen og svæver." Tomris Laffly fra Variety roste det visuelle og de førende kunstnere: "Duoen [af Redmayne og Jones] hånd i hånd løfter The Aeronauts ...fra et spinkelt actioneventyr til noget, der er værd at se på den størst mulige skærm, selvom den opererer på en håndfuld klichéer med lidt karakterbaseret substans at tale om."
Mange kritikere bifaldt også filmens specialeffekter og billeder. Peter Bradshaw fra The Guardian bemærkede filmens "fantastiske specialeffekter" og "høj-angstspænding". Eric Kohn fra IndieWire skrev: "Når så mange store blockbusters tager potentialet i CGI-handling for givet, finder The Aeronauts en ny brug for det ved at gøre opdagelsens begejstring til en ægte visuel godbid."  I en generelt positiv anmeldelse viste kritiker Bob Mondello særlig entusiasme for de luftbårne scener, idet han skrev: "Jeg kan ikke sige stærkt nok, at hvis du kan se det i IMAX, skal du se det i IMAX, hvor hvis du er en lille smule bange for højder, vil det sandsynligvis skræmme dig råbløst." 

### Udmærkelser
| Pris                                          | Kategori                                                                  | Modtagere | Ref.          | Resultat |
| --------------------------------------------- | ------------------------------------------------------------------------- | --- | ------------- | -------- |
| 24. Broadcast Film Critics Association Awards | Bedste visuelle effekter                                                  | The Aeronauts | [ 29 ]        |          |
| 25. Critics' Choice Awards                    | Bedste visuelle effekter                                                  | The Aeronauts | [ 29 ]        |          |
| Houston Film Critics Society Awards 2019      | Bedste originale sang                                                     | "Home to you" - The Aeronauts | [ 30 ]        |          |
| 9. Music + Sound Awards                       | Bedste lyddesign i en spillefilm                                          | Lee Walpole, Andy Kennedy, Saoirse Christopherson, Jeff Richardson, Philip Clements, Sarah Elias, Catherine Thomas, Anna Wright, Gibran Farrah, Stuart Hilliker |               |          |
| 24. San Diego Film Critics Society Awards     | Bedste visuelle effekter                                                  | The Aeronauts | [ 31 ] [ 32 ] |          |
| 18. Visual Effects Society Awards             | Fremragende understøttende visuelle effekter i en fotorealistisk funktion | Louis Morin, Annie Godin, Christian Kaestner, Ara Khanikian, Mike Dawson                                                                                        | [ 33 ]        |          |
| 16. Women Film Critics Circle Awards          | Bedste ligestilling af kønnene                                            | The Aeronauts | [ 34 ]        |          |
| 19. World Stunt Awards                        | Bedste stunt med et køretøj                                               | Stunt Team of The Aeronauts | [ 35 ]        |          |

## Eksterne links
| Portal | Portal:Film |